# Nesiophasma
Nesiophasma is een geslacht van Phasmatodea uit de familie Phasmatidae. De wetenschappelijke naam van dit geslacht is voor het eerst geldig gepubliceerd in 1934 door Günther.

## Soorten
Het geslacht Nesiophasma omvat de volgende soorten:
- Nesiophasma kuehni (Brunner von Wattenwyl, 1907)
- Nesiophasma oligarches (Günther, 1935)
- Nesiophasma plateni (Dohrn, 1910)
- Nesiophasma spinulosum (Brunner von Wattenwyl, 1907)
- Nesiophasma turbans (Brunner von Wattenwyl, 1907)
- Nesiophasma zanum Hennemann, 1999